# Марковка (Одесская область)
Ма́рковка (укр. Марківка) — село, относится к Раздельнянскому району Одесской области Украины.
Население по переписи 2001 года составляло 304 человека. Почтовый индекс — 67410. Телефонный код — 4853. Занимает площадь 1,601 км². Код КОАТУУ — 5123983901.

## История
В 1945 г. Указом ПВС УССР село Накси-Марково переименовано в Марковку.

## Местный совет
67410, Одесская обл., Раздельнянский р-н, с. Новоконстантиновка

## Известные жители и уроженцы Марковки
- И. И. Добровольский (1967) — футболист